# هیلی هادسون
هیلی هادسون (انگلیسی: Haley Hudson؛ زادهٔ ۱۴ ژوئن ۱۹۸۶) یک هنرپیشه اهل ایالات متحده آمریکا است.
از فیلم‌های معروف که او در آن بازی کرده است می‌توان به بازی در فیلم  جمعه عجیب ، مارلی و من اشاره کرد.